# Brouwerij Baillon
Brouwerij Baillon is een voormalige brouwerij in Dendermonde die actief was tot 1914. De brouwerswoning heeft een beschermde status bij Ministerieel Besluit van 5 januari 2004. 

## Geschiedenis
In 1841 bouwde Thomas De Wit op braakliggend terrein een gebouw (de woning) dat in 1852 werd vergroot en gebruikt werd om een stoomoliemolen te plaatsen. Op het einde van de 19de eeuw verkocht hij het aan de familie Octave Baillon-Van Ruymbeke. In 1891 startten zij met een stoombierbrouwerij in de achterliggende gebouwen die actief bleef tot de Eerste Wereldoorlog, toen het gebouw werd platgebrand door de Duitsers. Na de oorlog werden de brouwactiviteiten niet hernomen. 
De zoon, Paul Baillon, richtte wel een toeleveringsbedrijf voor brouwerijen op in 1920, namelijk de "Fabrique de Produits Chimiques & Brasseries Paul Baillon, Attachée au Laboratoire Brassicole Termondois". 
De gebouwen van de brouwerij werden echter door de ventilatorfirma Ventilation Industrielle H. Schepens gebruikt (later N.V. Werkhuizen Schepens). Momenteel zijn de gebouwen gesloopt en zijn er sociale woningen op gebouwd. 

## Bieren[1]
- Hopperl
- Smackbier